# Arrigo Castellani
Enrico Castellani, noto anche con lo pseudonimo di Arrigo (Livorno, 5 luglio 1920 – Firenze, 10 giugno 2004), è stato un linguista e filologo italiano.

## Biografia

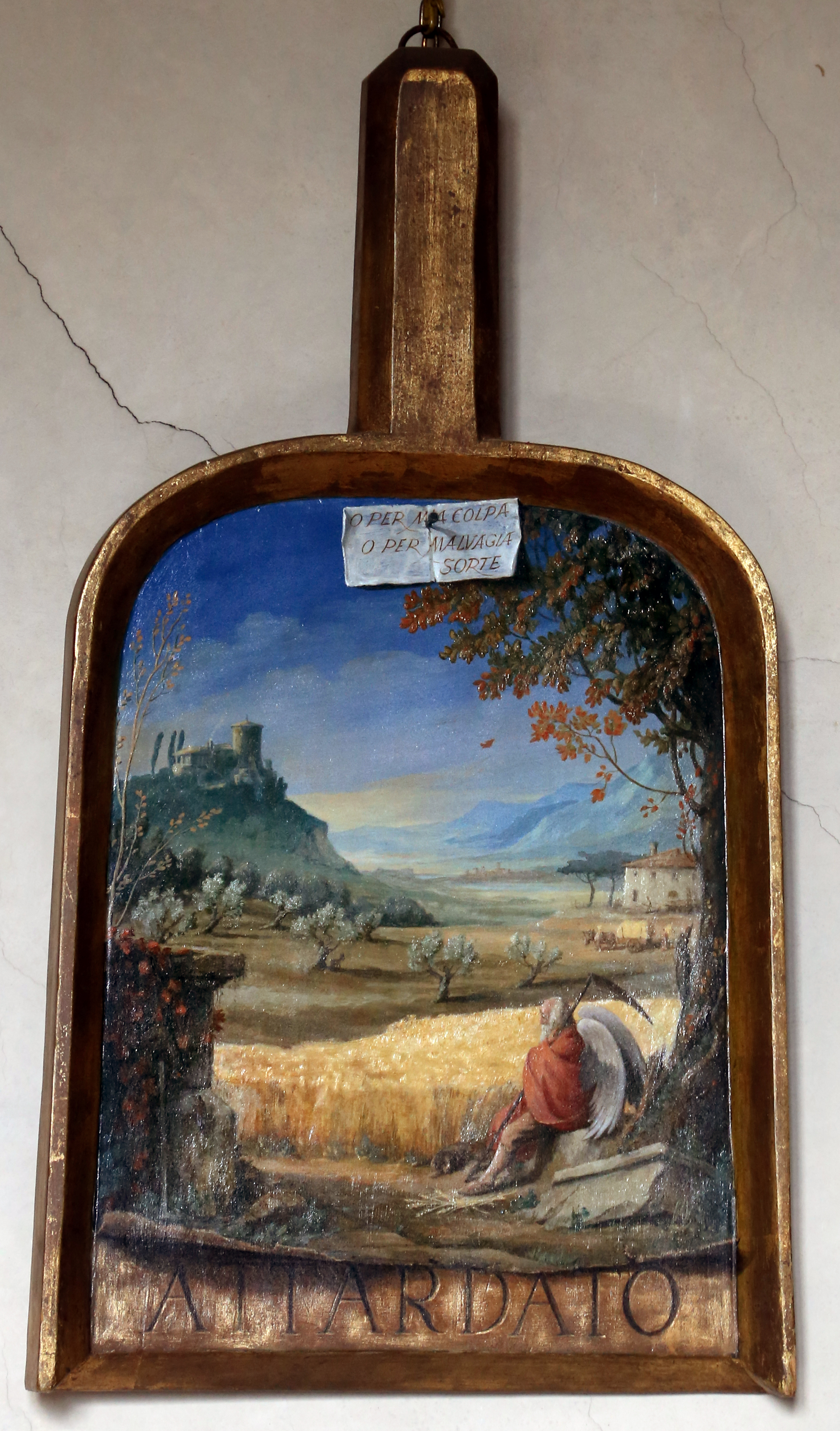
Pala di Arrigo Castellani (Attardato) all'Accademia della Crusca

Nato a Livorno da genitori empolesi, primo di quattro fratelli, frequentò le scuole medie e superiori a Milano; quindi s'iscrisse alla facoltà di giurisprudenza dell'università di Firenze. Partecipò alla Seconda guerra mondiale come ufficiale-interprete, prima in Polonia e poi in Russia. Tornato in patria, dopo l'armistizio fu a Tunisi e ad Algeri, e quindi nell'Italia meridionale. Mentre risaliva la penisola col Corpo Italiano di Liberazione, fu ferito nelle Marche, il 25 luglio 1944, dalle schegge d'una granata tedesca. Ristabilitosi dopo la fine del conflitto, riprese gli studi e conseguì la laurea in legge.
Tuttavia i suoi interessi scientifici lo portarono, nel 1944, a iscriversi alla facoltà di lettere, dove si giovò dell'insegnamento di Bruno Migliorini; conseguì la sua seconda laurea nel 1946 con una tesi in glottologia (relatore: Carlo Battisti) incentrata su un registro di conti cortonese del primo Trecento. Dopo alcune esperienze di ricerca e d'insegnamento all'Istituto Storico Italiano per il Medio Evo e alla facoltà di magistero di Roma, e dopo aver vinto un concorso di lingua e letteratura inglese, ottenendo così la nomina in un liceo di Piacenza, fu chiamato a insegnare filologia romanza nell'università di Friburgo, succedendo a Gianfranco Contini; qui egli lavorò alacremente dal 1952 al '67, anno in cui fu chiamato dall'università di Roma alla cattedra di storia della lingua italiana, appena lasciata da Alfredo Schiaffini. Dal 1974 insegnò infine nell'università di Firenze.
Dal 1950 al '55 Castellani fu attivo presso il Centro di studi di filologia italiana dell'Accademia della Crusca, diretto dal Contini. Socio corrispondente della Crusca fin dal 1957, fu accolto come accademico ordinario nel '72. Fondò e diresse la rivista «Studi linguistici italiani» (1960-).
A lui si devono fondamentali edizioni critiche d'antichi testi toscani (tra cui il Frammento d'un libro di conti di banchieri fiorentini del 1211, il più antico testo fiorentino tramandatoci) e di documenti dei primi secoli degli altri volgari italiani. I suoi lavori costituiscono un esempio eccellente di metodo critico e si segnalano per l'accuratezza, la ricchezza, la chiarezza d'esposizione, e anche l'eleganza, a cui sono improntati.
Fu sostenitore del neopurismo (o purismo strutturale), movimento linguistico che cercava di conciliare le esigenze d'innovazione linguistica — e quindi della necessità di introdurre nuovi termini nella lingua italiana — con la tutela della lingua nazionale; la soluzione, secondo il Castellani, sarebbe stata quella di adeguare i nuovi termini alle strutture linguistiche dell'italiano, anziché ricorrere a prestiti integrali (per esempio, guardabimbi in luogo di baby-sitter). Castellani fu probabilmente influenzato da Bruno Migliorini, suo maestro a Venezia e iniziatore del neopurismo; e tuttavia se ne distaccò, perché propose l'introduzione di calchi o adattamenti italiani anche per parole straniere già entrate nell'uso comune (come guisco per whisky, fubbia per smog): i nuovi termini ebbero però scarsa diffusione, dato che i termini stranieri si erano ormai radicati nell'uso.

## Proposte del Castellani
| Anglismo    | Proposta        | Note |
| ----------- | --------------- | ---- |
| AIDS        | SIDA            |      |
| Baby-sitter | Guardabimbi     |      |
| Best seller | Vendissimo      |      |
| Big bang    | Gran botto      |      |
| Bikini      | Bichini         |      |
| Blackout    | Abbuio          |      |
| Bookmaker   | Allibratore     |      |
| Boomerang   | Bumerango       |      |
| Boss        | Bosso           |      |
| Cameraman   | (Tele)camerista |      |
| Canyon      | Canione         |      |
| Computer    | Computiere      |      |
| Film        | Filme           |      |
| Handout     | Datino          |      |
| Hobby       | Ubino           |      |
| Marketing   | Vendistica      |      |
| Smog        | Fubbia          |      |
| Sport       | Sporte          |      |
| Spot        | Spotto          |      |
| Standard    | Stàndaro        |      |
| Weekend     | Intrèdima       |      |
| Windsurf    | Velopàttino     |      |
| Whisky      | Guisco          |      |

## Opere
- Arrigo Castellani, Nuovi testi fiorentini del Dugento, collana Accademia della Crusca. Autori classici e documenti di lingua, vol. 1, G.C. Sansoni, 1952, LCCN a55007561.
- Arrigo Castellani, Testi sangimignanesi del secolo XIII e della prima metà del secolo XIV: con introd., glossario e indici onomastici, collana Autori classici e documenti di lingua pubblicati dall'Accademia della Crusca, G.C. Sansoni, 1956, LCCN a59003192.
- I più antichi testi italiani, Bologna, Pàtron, 1973;
- Saggi di linguistica e filologia italiana e romanza (1946-1976), Roma, Salerno editore, 1980, voll. 3;
- La prosa italiana delle origini. Testi toscani di carattere pratico, Bologna, Pàtron, 1982, voll. 2;
- Grammatica storica della lingua italiana. Vol. I: Introduzione, Bologna, il Mulino, 2000;
- Nuovi saggi di linguistica e filologia italiana e romanza (1976-2004), Roma, Salerno editore, 2010, voll. 2 indice in PDF.